# ميلهاوس
ميلهاوس، بالنرويجية Melhus، قرية وبلدية في مقاطعة سور تروندلاغ وهي جزء من إقليم غوالدالين. المقر الإداري للبلدية هو قرية ملهاوس، وتضم قرى أخرى: غيمسا، غاسباكن، هوفين، كورسفاغن، كفال، لير ولوندامو.
الزراعة هي أهم نشاط في ملهاوس، والأراضي بالقرب من نهار غوالا تغلب عليها زراعة الحبوب. العديد من السكان يعلمون في مدينة تروندهايم، التي تبعد حوالي 20 دقيقة سيرا بالسيارة من ميلهاوس.
قرية ملهاوس تقع على ضفاف نهر غاولا، في الجزء الشمالي من البلدية، تبلغ مساحتها حاولي 2.85 كيلومترا مربعا ويقطنها حوالي ستة آلاف نسمة (2013)، بكثافة تقدر بحوالي ألفي نسمة في الكيلومتر المربع الواحد. تضم القرية كنيسة ملهاوس، الواقعة في الجزء الجنوبي، ويعود تاريخ بنائها إلى أكثر من مائة عام.

## معلومات عامة
بلدية ملهاوس تم تأسيسها في 1 يناير/كانون الثاني 1838. في عام 1865 تم فصل الجزء الغربي من هويلنديت (ذات التعداد السكاني المقدر بحوالي ألفي نسمة) من ملهاوس ليشكل بلدية مستلقة بذاتها، كما تم فصل الجزء الشرقي من فلا (المقدر عدد سكانها بـ614 نسمة) ليشكل بلدية. في 1 يناير 1964، تم جمع كل من ملهاوس، هولوندا، فلا، هورغ ومزرعة لاندورغن في بوفيك لتشكيل بلدية واحدة واسعة تدعى بملهاوس.

### التسمية
تمت تسمية البلدية تيمنا بمزرعة ملهاوس (باللغة النوردية القديمة Meðalhúsar) لأن الكنيسة القديمة بنيت هناك. الجزء الأول من الكلمة meðal تعني «الوسط» أو «الوسطى»، أما الجزء الأخير من الكلمة فهو صيغة الجمع لكلمة hús وتعني «المنزل». المزرعة حاليا جزء من مزرعة أكبر تدعى Óðinssalr.

### شعار النبالة
شعار النبالة اعتمد حديثا، في 8 تشرين الثاني/نوفمبر 1979، وهو يصور رامي سهام ملون باللون الذهبي مع خلفية حمراء. تم اخياره ليرمز لإينار تامبارسكيالفا، وقد كان رامي سهام وقائدا معروف من ملهاوس في القرن الـ11، وشارك أيضا في معركة سفولدر إلى جانب الملك أولاف تريغفاسون.

### الكنائس
كنيسة النرويج تملك 4 أبشريات في بلدية ميلهاوس، وهي جزء من عمادة غاولدال وأسقفية نيداروس.
| الأبشرية | اسم الكنيسة   | تاريخ البناء | موقع الكنيسة |
| -------- | ------------- | ------------ | ------------ |
| فلا      | كنيسة فلا     | 1794         | لير          |
| هورغ     | كنيسة هورغ    | 1892         | لوندامو      |
| هولوندا  | كنيسة هولوندا | 1848         | هولوندا      |
| ميلهاوس  | كنيسة ميلهاوس | 1892         | ميلهاوس      |

### التاريخ
ميلهاوس كانت مسرحا لأحداث هامة خلال حقبة الفايكنغ، ففيها يوجد موقع مزرعة ريمول، أين قتل جارل هاكون من طرف عبده، كما يوجد موقع ترومود كارك جارشولا وهو المكان الذي اختبأ فيه جارل هاكون وترمود كارك في الليلة التي سبقت حادثة القتل الشهيرة في ريمول.

### الجغرافيا
تبلغ مساحة بلدية ميلهاوس 695 كيلومترا مربعا. تضم البلدية جزءا من نهر غاولا ويصب شمالا باتجاه غاولوسن. توجد العديد من البحيرات مثل: سفوركسيون في الجزء الغربي، بينا وأنويا في الجزء الأوسط وسامسيون في الجزء الجنوبي الشرقي. هناك جبلي رانسفيياليت وفاسفياليت على الحدود الشرقية مع سيبلو وكيلبو.

### الجرائد
- Trønderbladet: أكبر صحيفة في ميلهاوس.
- Gaula: صحيفة تطبع في ميلهاوس وتغطي أحداث ميلهاوس وبعض المناطق المجاورة.

## معرض صور

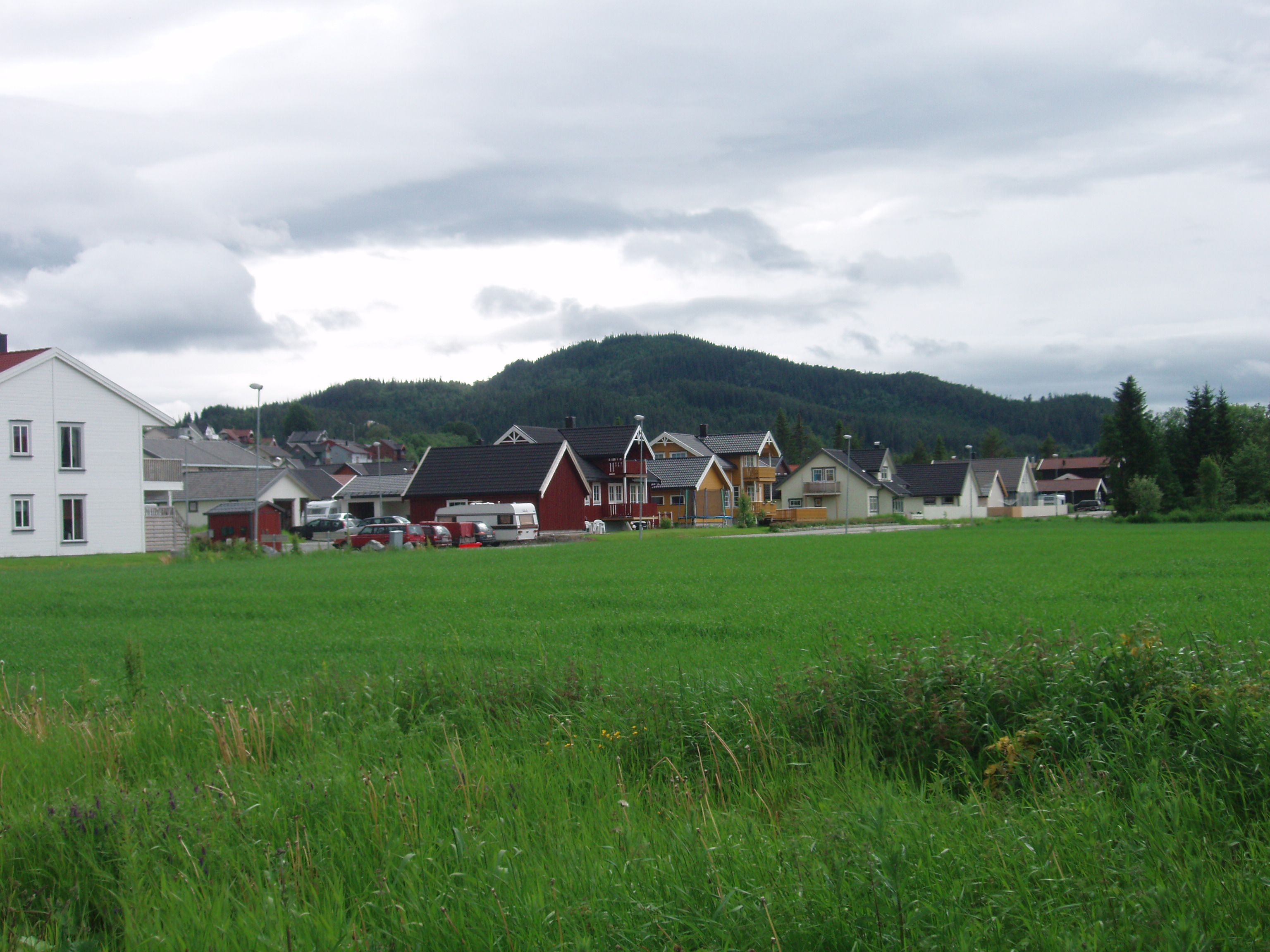
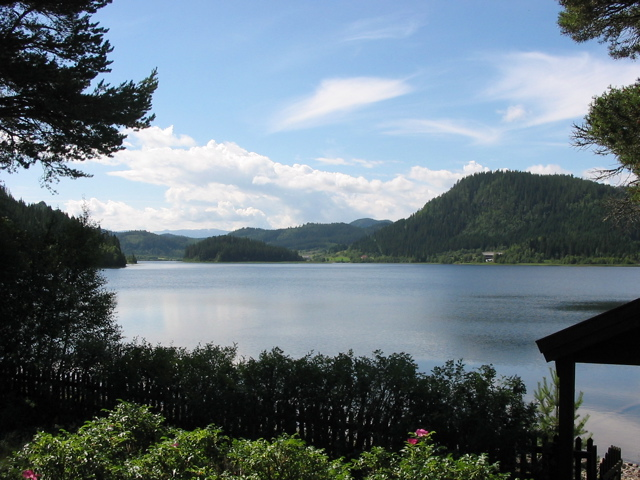
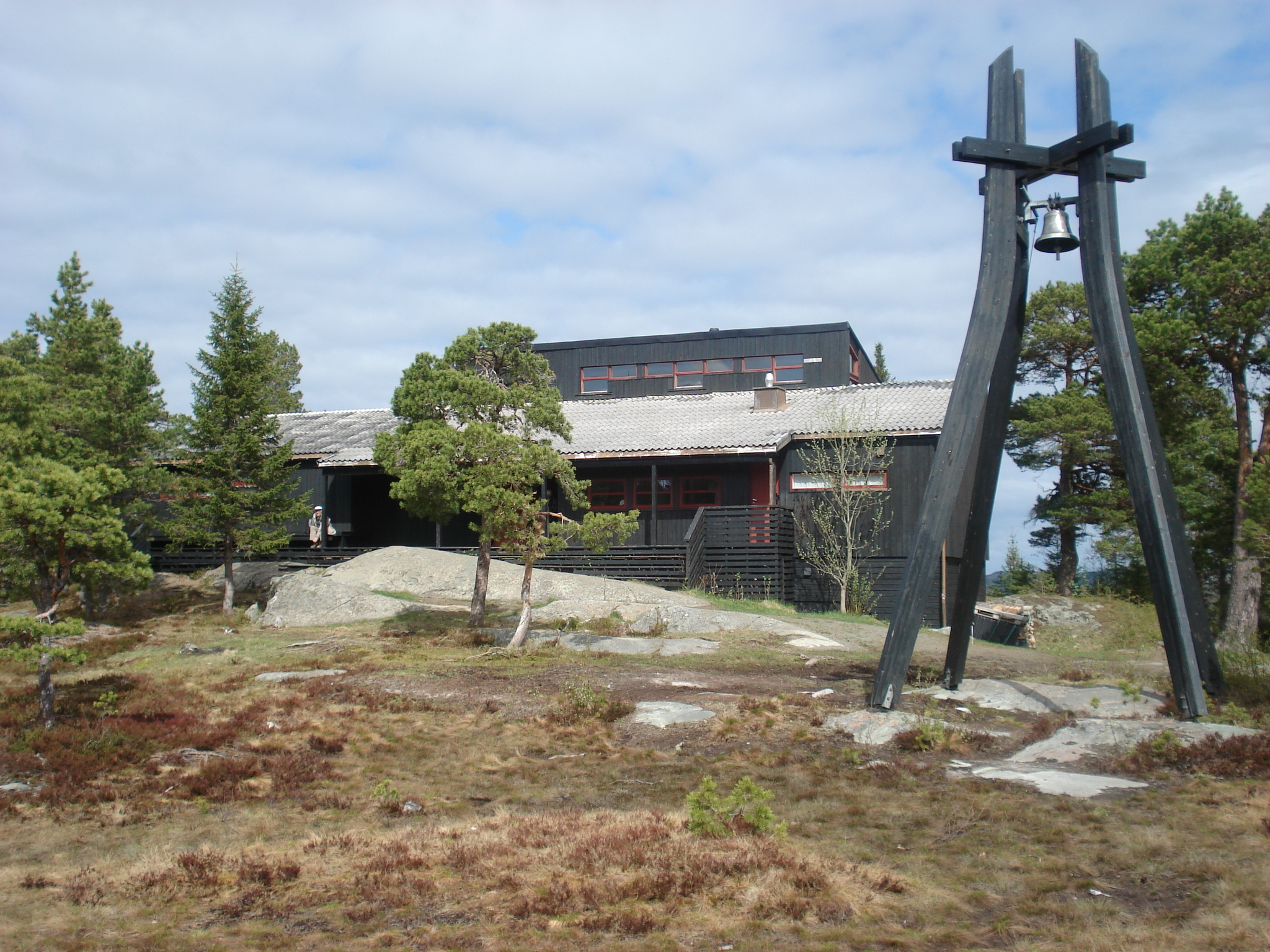
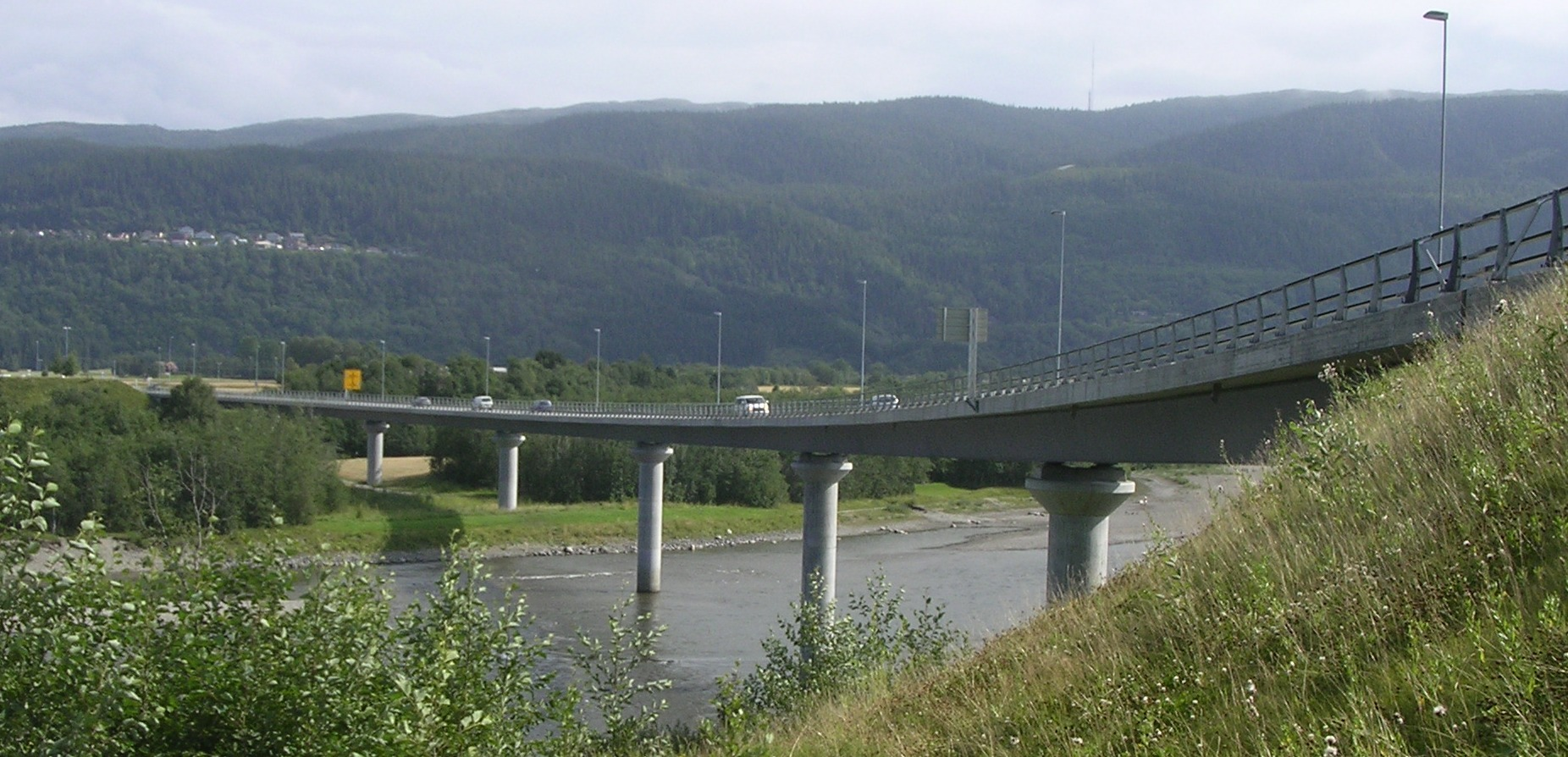
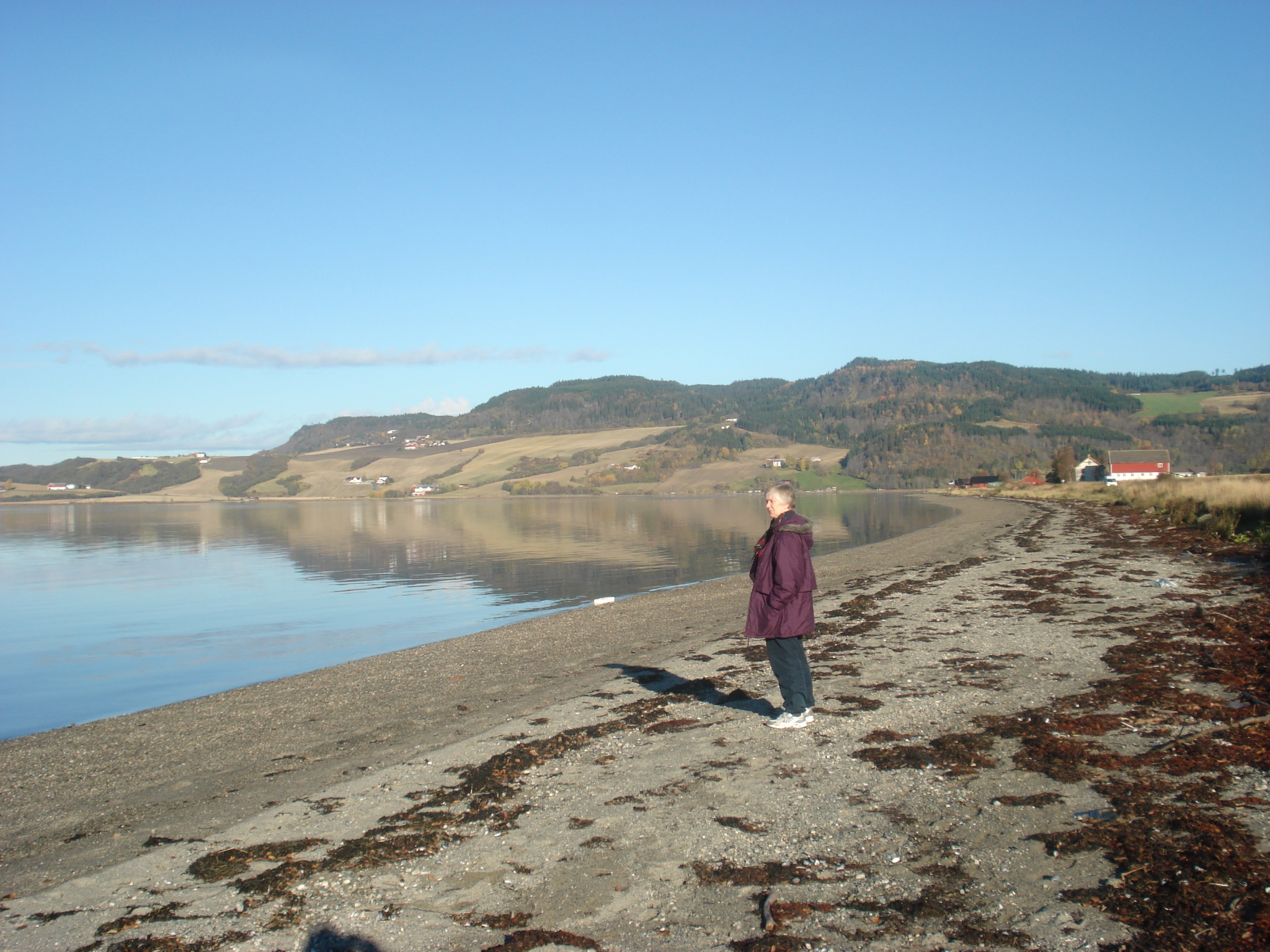

## روابط خارجية
باللغة النرويجية
- الموفع الرسمي لبلدية ميلهاوس.
- التاريخ المحلي لميلهاوس.